# L.A. 로
《L.A. 로》(영어: L.A. Law)는 1986년부터 1994년까지 방영된 드라마이다.